# Siren (Wisconsin)
Siren – miasto w Stanach Zjednoczonych, w stanie Wisconsin, w hrabstwie Burnett.